# Federación de Fútbol de San Vicente y las Granadinas
La Federación de Fútbol de San Vicente y las Granadinas (en inglés Saint Vincent and the Grenadines Football Federation) es el organismo que rige al fútbol en San Vicente y las Granadinas. Fue fundada en 1979, afiliada a la FIFA y a la CONCACAF en 1988. Está a cargo de la Superliga de San Vicente y las Granadinas o SVGFF_Premier_Division, la Copa de San Vicente y las Granadinas, la Supercopa de San Vicente y las Granadinas, de la Selección de fútbol de San Vicente y las Granadinas y la Selección femenina de fútbol de San Vicente y las Granadinas además de todas las categorías inferiores.